# Rien qu'un jeu
Pour plus de détails, voir Fiche technique et Distribution.
Rien qu'un jeu est un film québécois réalisé par Brigitte Sauriol en 1983 et mettant en vedette Marie Tifo et Raymond Cloutier.

## Synopsis
Michelle, André et leurs deux filles, Catherine et Julie, passent leurs vacances d'été dans un chalet près de Percé. La famille a un terrible secret. Catherine, la fille aînée, subit des attouchements sexuels de la part de son père depuis maintenant cinq ans. Elle est de plus en plus mal dans sa peau et ne sait à qui se confier. Elle est tentée de raconter son histoire à son amie Maude mais décide finalement de se taire. Elle refuse bientôt les demandes de son père et fait même une fugue. Frustré, André, le père, décide de se rabattre sur sa plus jeune fille Julie qui a seulement neuf ans. Michelle le prend en flagrant délit et lui lance une bordée d'injures mais décide elle aussi de se taire. Elle accuse même Catherine d'avoir aguichée son père. Michelle décide de pardonner à son mari et celui-ci lui jure qu'il ne recommencera plus. La famille termine ses vacances en continuant à se murer dans le silence.

## Fiche technique
- Titre : Rien qu'un jeu
- Titre anglophone : Just a Game
- Réalisation : Brigitte Sauriol
- Scénario : Brigitte Sauriol et Monique H. Messier
- Photographie : Paul Van der Linden
- Montage : Marcel Pothier
- Musique : Yves Laferrière et Robert Lachapelle
- Production : Monique H. Messier et Jacques Pettigrew
- Société de production : Ciné-groupes
- Genre : Drame
- Pays :  Canada
- Durée : 88 minutes
- Date de sortie : 20 octobre 1983
- Format : Couleur
- Langue : Français

## Distribution
- Marie Tifo : Michelle
- Raymond Cloutier : André
- Jennifer Grenier : Catherine
- Julie Mongeau : Julie
- Julie Desjardins : Maude
- Jimmy Bond : le pianiste du bar
- Madeleine Arsenault : Rachelle
- Lothaire Bluteau : le disc-jockey

## Autour du film
- Le budget du film a été de $1 200 000.
- Le film a été tourné à Percé. Le tournage a eu lieu du 1er août au 14 septembre 1982.
- Le film a été montré au Festival de Cannes 1983 mais il y a été accueilli plutôt fraîchement.